# Нура (Байдибекский район)
Нура (каз. Нұра) — упразднённое село в Байдибекском районе Туркестанской области Казахстана. Входило в состав Мынбулакского сельского округа. Код КАТО — 513659700. Исключено из учётных данных в 2023 году.

## Население
В 1999 году население села составляло 288 человек (116 мужчин и 172 женщины). По данным переписи 2009 года, в селе проживало 160 человек (83 мужчины и 77 женщин).